# 針生宏
針生 宏（はりゅう ひろし、1935年6月2日 - ）は日本映画のプロデューサー。宮城県仙台市出身。美術評論家針生一郎は兄。

## 経歴
仙台一高を経て、東京大学経済学部を卒業。1960年に東宝へ入社。東宝撮影所に配属され、映画『慕情の人』より助監督を務める。演出部からテレビ部企画係、文芸部を経て、1971年に東宝映画へ出向。その後東宝テレビ部に移籍。
映画『モスラ』では、チーフ助監督の野長瀬三摩地からの指示で劇中歌「モスラの歌」のインドネシア語歌詞をカタカナに書き起こした。針生は、曲をつける際に歌いやすいよう変えるだろうと考えていたが、完成作品では針生の書いたものがそのまま使われており驚いたという。

## 映画
| 公開年月日     | 作品名                      | 制作（配給）      | 役職             |
| -------------- | --------------------------- | ----------------- | ---------------- |
| 1961年2月14日  | 慕情の人                    | 東宝              | 助監督           |
| 1961年7月30日  | モスラ                      | 東宝              | 助監督           |
| 1961年11月22日 | 猫と鰹節 ある詐欺師の物語   | 東宝              | 助監督           |
| 1962年2月10日  | 銀座の若大将                | 東宝              | 助監督           |
| 1962年7月7日   | 重役候補生No.1              | 東宝              | 助監督           |
| 1969年10月10日 | コント55号 俺は忍者の孫の孫 | 東宝              | 企画             |
| 1970年8月11日  | 激動の昭和史 軍閥           | 東宝              | 製作             |
| 1971年7月17日  | 激動の昭和史 沖縄決戦       | 東宝              | 製作             |
| 1973年5月12日  | 戦争を知らない子供たち      | 東宝映画 （東宝） | 製作             |
| 1974年9月21日  | 青葉繁れる                  | 東宝映画 （東宝） | 製作補佐・製作補 |
| 1975年2月15日  | 青春の門                    | 東宝映画 （東宝） | 製作             |
| 1977年2月11日  | 青春の門 自立篇             | 東宝映画 （東宝） | 製作             |
| 1982年2月16日  | あゝ野麦峠 新緑篇           | 東宝映画 （東宝） | 協力製作         |